# Klenovice
Klenovice är en ort i Tjeckien.   Den ligger i regionen Södra Böhmen, i den centrala delen av landet, 90 km söder om huvudstaden Prag. Klenovice ligger 423 meter över havet och antalet invånare är 454.
Terrängen runt Klenovice är platt. Runt Klenovice är det ganska glesbefolkat, med 25 invånare per kvadratkilometer. Närmaste större samhälle är Tábor, 15,6 km norr om Klenovice. Trakten runt Klenovice består till största delen av jordbruksmark.